# Carmen Serdán, Guadalupe Victoria
Carmen Serdán är en ort i Mexiko.   Den ligger i kommunen Guadalupe Victoria och delstaten Puebla, i den sydöstra delen av landet, 190 km öster om huvudstaden Mexico City. Carmen Serdán ligger 2 435 meter över havet och antalet invånare är 211.
Terrängen runt Carmen Serdán är kuperad åt sydost, men åt nordväst är den platt. Runt Carmen Serdán är det ganska tätbefolkat, med 60 invånare per kvadratkilometer. Närmaste större samhälle är Guadalupe Victoria, 0,91 km söder om Carmen Serdán. Trakten runt Carmen Serdán består till största delen av jordbruksmark.